# نيكولاي ليسكوف
نيكولاي سيميونوفيتش ليسكوف (بالروسية: Никола́й Семёнович Леско́в؛ 16 فبراير [بالتقويم القديم 4 فبراير] 1831 - 5 مارس [بالتقويم القديم 21 فبراير] 1895) كان روائيًا روسيًا وكاتب قصة قصيرة وكاتبًا مسرحيًا وصحفيًا، وكتب أيضًا تحت الاسم المستعار إم. ستيبنيتسكي. وجرت الإشادة بأسلوبه الفريد في الكتابة وتجاربه المبتكرة في الشكل، والتي حظيت بتقدير كبير من قبل ليو تولستوي وأنطون تشيخوف ومكسيم غوركي وآخرين، ويُنسب إلى ليسكوف إنشاء صورة شاملة للمجتمع الروسي المعاصر باستخدام أشكال أدبية قصيرة في الغالب. وتشمل أعماله الرئيسية ليدي ماكبث من متسنسك (1865) (التي تحولت لاحقًا إلى أوبرا من قبل الموسيقي شوستاكوفيتش)، وقوم الكاتدرائية (1872)، والسائق المسحور (1873)، و«حكاية ليفتي الأحول من تولا والبرغوث الصلب» (1881).
تلقى ليسكوف تعليمه الرسمي في مدرسة أوريول ليسيوم. وفي عام 1847 انضم ليسكوف إلى مكتب محكمة أوريول الجنائية، وانتقل لاحقًا إلى كييف حيث عمل كاتبًا، وارتاد المحاضرات الجامعية واختلط بالسكان المحليين وشارك في دوائر طلابية مختلفة. وفي عام 1857 استقال ليسكوف من وظيفته ككاتب وذهب للعمل في شركة سكوت أند ويلكنز التجارية الخاصة التي يملكها ألكسندر سكوت زوج خالته الإسكتلندي.
بدأت مسيرته الأدبية في أوائل ستينيات القرن التاسع عشر بنشر قصته القصيرة اللهب الخامد (1862)، ورواياته القصيرة ثور المسك (مايو 1863) وحياة فلاحة (سبتمبر 1863). ونُشرت روايته الأولى لا مخرج تحت الاسم المستعار إم. ستيبنيتسكي في عام 1864. ومن منتصف ستينيات القرن التاسع عشر حتى منتصف ثمانينيات القرن التاسع عشر نشر ليسكوف مجموعة واسعة من الأعمال، بما في ذلك في الصحافة والرسومات والقصص القصيرة والروايات. وكتب ليسكوف أعماله الرئيسية خلال هذا الوقت، والتي لا تزال حاضرة في الإصدارات الحديثة. وجرى حظر عدد من أعماله اللاحقة بسبب تناوله الساخر للكنيسة الأرثوذكسية الروسية وكوادرها. وتوفي ليسكوف في 5 مارس عام 1895 عن عمر يناهز 64 عامًا، ودُفن في مقبرة فولكوفو في سانت بطرسبرغ في القسم المخصص للرموز الأدبية.

## سيرته

### النشأة
ولد نيكولاي سيميونوفيتش ليسكوف في 4 فبراير عام 1831، في غوروخوفو في مقاطعة أوريول، وكان والده سيميون دميترييفيتش ليسكوف (1789-1848) محققًا جنائيًا محترمًا ومسؤولًا في المحكمة المحلية، ووالدته ماريا بتروفنا ليسكوفا (لقبها قبل الزواج ألفيريفا، 1813-1886) كانت ابنة أحد النبلاء الفقراء في موسكو، وقد التقت بزوجها المستقبلي لأول مرة في سن مبكرة للغاية عندما كان يعمل مدرسًا في منزلهم. وكان أسلاف ليسكوف من جهة والده رجال دين في قرية ليسكا في مقاطعة أوريول، ومن هنا جاء اسم عائلة ليسكوف. وكان سيميون دميترييفيتش رجلًا متعلمًا بشكل جيد. وأشار إليه أصدقاؤه على أنه «مثقف محلي». وكانت إحدى خالات نيكولاي متزوجة بمالك عقار ثري من أوريول يُدعى ستراخوف كان يمتلك قرية غوروخوفو («عقار جميل وفاخر ومعتنى به، حيث يعيش المضيفون في رفاهية»، وفقًا لما ذكره ليسكوف) وكانت خالته الأخرى زوجة رجل إنجليزي، والمسؤول الرئيسي عن العديد من العقارات المحلية وصاحب شركة تجارية كبيرة. وأمضى ليسكوف سنواته الثماني الأولى في غوروخوفو حيث عاشت جدته وحيث كانت والدته ضيفة من حين لآخر. وحصل على تعليمه المبكر في منزل ستراخوف، الذي وظف مدرسين من ألمانيا وفرنسا لأطفاله. وعندما بدأ المعلم الألماني يمدح ليسكوف على مواهبه أصبحت حياته صعبة بسبب غيرة مضيفيه. وبناءً على طلب جدته أخذ الأب نيكولاي إلى أوريول حيث استقر في منزل العائلة في 3 شارع دفوريانسكايا.
في عام 1839 فقد سيميون ليسكوف وظيفته بسبب شجار ودسائس، بعد أن جلب على نفسه غضب الحاكم نفسه. ويتذكر ليسكوف لاحقًا «لذلك غادرنا منزلنا في أوريول، وبعنا ما لدينا في المدينة واشترينا قرية بها 50 فلاحًا في منطقة كرومي من الجنرال أ. إي. ستراخوف، وكانت عملية الدفع مؤجلة، لأن أمي كانت تأمل بخصم خمسة ألاف من ستراخوف، ولكن هذا لم يحدث قط. وفي النهاية باع والدي قريته التي اشتراها بسبب الديون». وكل ما تبقى لدى عائلة ليسكوف مع أبنائها الثلاثة وبناتها، هو خوتور بانين (بيت ريفي) صغير، وكان منزلًا سيئًا للغاية مع طاحونة مائية وحديقة ومنزلين للفلاحين و40 ديزيتين (وحدة قياس روسية) من الأرض. وهذا هو المكان الذي خاض فيه نيكولاي تجاربه الأولى مع الفولكلور الشفهي والجدليات الروسية «الأرضية»، وقد اشتهر لاحقًا بإحيائها في عمله الأدبي.
في أغسطس عام 1841 بدأ ليسكوف تعليمه الرسمي في أوريول ليسيوم. وبعد خمس سنوات من التقدم الضعيف كل ما استطاع انجازه هو شهادة تخرج لدراسة عامين. وفي وقت لاحق قارن الباحث ب. بخشتاب إخفاقات ليسكوف المدرسية مع إخفاقات نيكولاي نيكراسوف الذي عانى من مشاكل مماثلة، وجادل بأنه «على ما يبدو في كلتا الحالتين كانت الأسباب من ناحية هي عدم وجود يد مرشدة، ومن ناحية أخرى (كلا الشابين) يكرهان الروتين الممل المتعب والغباء المميت لتعليم الدولة، حيث تمتع كلاهما بمزاج مفعم بالحيوية وكانا حريصين على تعلم المزيد من الحياة الواقعية».
في يونيو عام 1847 انضم ليسكوف إلى مكتب المحكمة الجنائية في أوريول، حيث عمل سيرغي ديميترييفيتش ذات مرة. وفي مايو عام 1848 دمرت ممتلكات عائلة ليسكوف بحريق. وفي يوليو من نفس العام توفي والد ليسكوف بسبب الكوليرا. وفي ديسمبر عام 1849 طلب ليسكوف إلى رؤسائه أن ينتقل إلى كييف، حيث انضم إلى مكتب الخزانة الحكومية المحلي كمساعد كاتب واستقر مع خاله س. ب. ألفيريف الذي كان أستاذًا في الطب.
في كييف تابع المحاضرات في الجامعة كطالب مراجع، ودرس اللغتين البولندية والأوكرانية وفن رسم الأيقونات، وشارك في الدوائر الدينية والفلسفية للطلاب، والتقى بالحجاج والطوائف والمعارضين الدينيين. وقيل إن ديمتري زورافسكي الاقتصادي وناقد القنانة في روسيا كان أحد المؤثرين الأساسيين عليه. وفي عام 1853 تزوج ليسكوف بأولغا سميرنوفا وأنجبا ابنًا واحدًا اسمه دميتري (توفي بعد عام واحد فقط) وابنة اسمها فيرا.
في عام 1857 استقال ليسكوف من وظيفته في المكتب وانضم إلى شركة التجارة الخاصة سكوت أند ويلكنز (Шкотт и Вилькенс) التي يملكها ألكسندر سكوت زوج خالته بولي الإسكتلندي. وفي وقت لاحق كتب عن هذا في إحدى مقاطع سيرته الذاتية القصيرة: «بعد فترة وجيزة من حرب القرم أصبت ببدعة كانت شائعة في ذلك الوقت، وهو شيء كنت ألوم نفسي عليه منذ ذلك الحين. لقد تخليت عن مهنة الدولة الرسمية التي بدت وكأنها واعدة وانضممت إلى إحدى الشركات التجارية حديثة الولادة».
في مايو عام 1857 انتقل ليسكوف مع عائلته إلى قرية رايسكوي في مقاطعة بينزا حيث كان يتمركز الإسكتلنديون، وفي وقت لاحق من ذلك الشهر شرع في أول رحلة عمل له، تنطوي على نقل أقنان الكونت بيروفسكي في أوريول إلى سهول جنوب روسيا، ولم يكن ناجحًا تمامًا، كما وصف لاحقًا في قصته القصيرة عن سيرته الذاتية «منتج الطبيعة». وقد اكتسب خبرة قيمة أثناء عمله في هذه الشركة التي على حد تعبير ليسكوف «كانت حريصة على استغلال كل ما يمكن أن تقدمه المنطقة، ما جعله خبيرًا في العديد من فروع الصناعة والزراعة. ووظفته الشركة كوكيل مبعوث؛ وأثناء سفره عبر المناطق النائية في روسيا تعلم الشاب اللهجات المحلية وأصبح مهتمًا جدًا بعادات وطرق المجموعات الإثنية والإقليمية المختلفة للشعوب الروسية. وبعد سنوات عندما سئل عن مصدر الإلهام اللامتناهي للقصص التي يبدو أنها تتدفق منه بلا توقف، قال ليسكوف مشيرًا إلى جبهته: «من هذه الحقيبة. هنا توجد صور من ست أو سبع سنوات من عملي التجاري جرى الاحتفاظ بها، من الأوقات التي سافرت فيها عبر روسيا في رحلات عمل. كانت تلك أفضل سنوات حياتي. رأيت الكثير وكانت الحياة سهلة بالنسبة لي». 
كتب في قصته المجتمع الروسي في باريس: «أعتقد أنني أعرف الرجل الروسي حتى أعماق طبيعته لكنني لا أعطي نفسي أي فضل لذلك. إنني لم أحاول أبدًا التحقيق في (طرق الناس) من خلال محادثات مع سائقي سيارات الأجرة في بطرسبورغ. ببساطة لقد نشأت بين عامة الناس». وحتى عام 1860 أقام ليسكوف مع أفراد من عائلته (وعائلة ألكسندر سكوت) في رايسكي في مقاطعة بينزا. وفي صيف عام 1860 عندما أغلقت شركة سكوت أند ويلكنز، عاد إلى كييف للعمل هناك كصحفي لفترة، ثم في نهاية العام انتقل إلى سانت بطرسبرغ.